# ریچارد راجرز بوکر

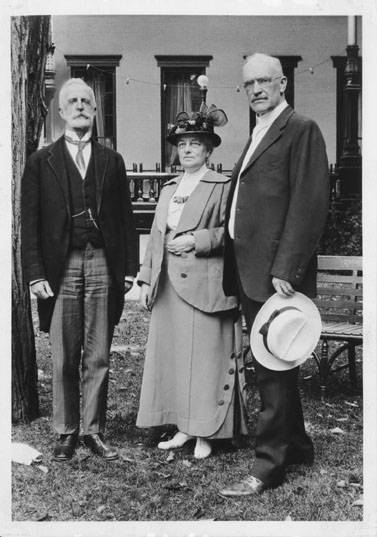
بوکر، خانم دوی، و ملویل دوی در ساراتوگا اسپرینگ, نیویورک در 1918

ریچارد راجرز بوکر (به انگلیسی: Richard Rogers Bowker) (اختصاری R. R. Bowker) (متولد 4 سپتامبر 1848 - درگذشت 12 نوامبر 1933) روزنامه‌نگار و ویراستار پابلیشرز ویکلی و مجله هارپر و بنیان‌گذار شرکت آر آر بوکر بود.

## زندگی ابتدایی و تحصیلات
ریچارد راجرز بوکر در تاریخ ۴ سپتامبر ۱۸۴۸ در شهر سیلم، ماساچوست، در یک خانواده تحصیل‌کرده و موفق به دنیا آمد.
پدربزرگ پدری او، جوئل بوکر (۱۷۷۵–۱۸۵۸)، از یک کارمند فروشگاه مواد غذایی به تاجری برجسته و مالک بخشی از کشتی‌های بادبانی تبدیل شد. مکانی به نام «بوکر پلیس» در سیلم به افتخار جوئل بوکر نامگذاری شده است.
مادرش، ترزا ماریا بوکر (با نام خانوادگی ساووری؛ ۱۸۲۵–۱۹۰۶)، دختر ریچارد ساووری (۱۷۸۱–۱۸۴۱) بود که مالک یک کارگاه بزرگ تولید بشکه در سیلم بود. پدرش، دنیل راجرز بوکر (۱۸۲۰–۱۸۹۵)، شریک یک شرکت معتبر تجاری بود که به فروش زغال‌سنگ و نمک در سیلم می‌پرداخت. اما بحران مالی سال ۱۸۵۷ همراه با فوت شریک اصلی شرکت، باعث شکست این تجارت شد.
خانواده به نیویورک نقل مکان کردند و پدر بوکر در آنجا کسب‌وکار تولید بشکه راه‌اندازی کرد. این کسب‌وکار هرگز موفق نشد و خانواده دیگر نتوانستند به رفاه قبلی خود بازگردند. به همین دلیل، برنامه بوکر برای حضور در دانشگاه هاروارد کنار گذاشته شد. او در سال ۱۸۶۳ به مدرسه آزاد رفت و در سال ۱۸۶۶ وارد کالج شهر نیویورک شد.
در کالج، او روزنامه‌ای به نام The Collegian را تأسیس، مدیریت و منتشر کرد که یکی از اولین روزنامه‌های دانشجویی در کشور بود. او همچنین یکی از سازمان‌دهندگان و اعضای سنای دانشجویی بود. بوکر نقش مهمی در تأسیس شاخه‌ای از انجمن «فی بتا کاپا» در کالج ایفا کرد، اما به دلیل فعالیت‌های "رادیکال" خود در دولت دانشجویی و روزنامه دانشجویی، توسط رئیس کالج از عضویت در این انجمن محروم شد. سال‌ها بعد، این بی‌عدالتی اصلاح شد. او در سال ۱۸۶۸ با مدرک کارشناسی در روزنامه‌نگاری فارغ‌التحصیل شد.
در سال ۱۸۷۹، به عنوان یک دانشجوی کالج شهر، او از اعضای برجسته جنبش مستقل جمهوری‌خواهان، معروف به جنبش "ماگوومپ"، در سیاست ملی بود. در سال ۱۸۸۰، ماگوومپ‌ها به شکست نامزدی یولیسیز گرانت برای دوره سوم ریاست‌جمهوری کمک کردند، زیرا دولت‌های او با رسوایی‌هایی همراه بود.
در همان سال، او انجمن آموزش سیاسی را برای آگاهی‌رسانی به مردم در مورد مسائل اجتماعی و سیاسی تأسیس کرد. بوکر یک جمهوری‌خواه لیبرال بود که نقش برجسته‌ای در تصویب اصلاحات خدمات عمومی و شهری در نیویورک در دهه ۱۸۸۰ ایفا کرد و در سال ۱۸۸۰، متن اصلاحات خدمات عمومی را نوشت که در پلتفرم ملی جمهوری‌خواهان پذیرفته شد.

## حرفه
پس از فارغ‌التحصیلی، بوکر حرفه موفق خود در روزنامه‌نگاری را در روزنامه تازه‌تأسیس New York Evening Mail آغاز کرد، جایی که از سال ۱۸۶۸ تا ۱۸۷۴ به‌عنوان سردبیر شهر و سردبیر ادبی فعالیت کرد. از سال ۱۸۷۵ تا ۱۸۷۸، او ستونی برای روزنامه New York Tribune نوشت و در سال ۱۸۹۶ به مدیر The New York Times تبدیل شد. بین سال‌های ۱۸۸۰ و ۱۸۸۲، او در لندن زندگی می‌کرد و نسخه بریتانیایی مجله Harper's Magazine را مدیریت می‌کرد.
علاوه بر روزنامه‌نگاری، بوکر در حوزه نشر و فروش کتاب نیز فعالیت داشت. او در سازماندهی اولین نمایشگاه کتاب آمریکا نقش داشت و در مقاطع مختلف به‌عنوان نماینده ناشران برجسته لندن و نیویورک استخدام شد. در سال ۱۸۷۲، بوکر به همراه دوست و مربی‌اش، فردریک لیپولدت، مجله Publishers Weekly (در آن زمان به نام The Publishers' Weekly) را منتشر کردند که به مهم‌ترین مجله حوزه تجارت کتاب در آمریکا تبدیل شد. بوکر به مدت ۵۰ سال به‌عنوان مالک و سردبیر این نشریه فعالیت کرد.
در ماه مه ۱۸۷۶، بوکر، لیپولدت، و ملویل دیویی در نیویورک گرد هم آمدند تا درباره توسعه کتابخانه‌ها گفتگو کنند. در آن زمان، آمریکا دارای ۳,۶۴۷ کتابخانه با ۳۰۰ کتاب یا بیشتر بود. مجموع کتاب‌های این کتابخانه‌ها به ۱۲,۲۷۶,۹۶۴ جلد می‌رسید. کتابخانه‌ها بر اساس سیستم اشتراک فعالیت می‌کردند و دسترسی مستقیم به قفسه‌ها یا بخشی مخصوص کودکان نداشتند. همچنین، هیچ سیستم استانداردی برای طبقه‌بندی کتاب‌ها وجود نداشت. کتابخانه‌ها از فهرست‌های چاپ‌شده به سمت استفاده از کارت‌های فهرست دست‌نویس با اندازه‌های مختلف حرکت می‌کردند.
در این نشست، سه نفر تصمیم گرفتند حرفه‌ای برای کتابداری تأسیس کنند، مجله‌ای برای کتابخانه‌ها منتشر کنند و یک انجمن ملی کتابخانه‌ای تشکیل دهند.
در سپتامبر ۱۸۷۶، لیپولدت و بوکر جلد اول Library Journal را منتشر کردند و ملویل دیویی به‌عنوان سردبیر اجرایی این مجله منصوب شد. در اکتبر ۱۸۷۶، آن‌ها انجمن کتابخانه‌های آمریکا را تأسیس کردند. این سازمان به‌عنوان الگویی برای بسیاری از کشورهای اروپایی مورد استفاده قرار گرفت.

## مرگ و میراث
در مارس ۱۸۸۴، لیپولدت درگذشت. با اینکه پروژه کتاب‌شناسی لیپولدت بسیار وقت‌گیر بود و ضرر مالی به همراه داشت، بوکر که رئیس کمیته اسناد عمومی انجمن کتابخانه‌های آمریکا بود، مسئولیت American Catalogue (فهرست تمام کتاب‌های منتشر شده در ایالات متحده) را بر عهده گرفت. او سه ویژگی جدید به این فهرست اضافه کرد: اسناد دولتی ایالات متحده، انتشارات انجمن‌های ادبی، علمی و دیگر انجمن‌های آمریکایی، و انتشارات دولت‌های ایالتی. طی پانزده سال بعد، او هر پنج سال یک بار نسخه بازبینی‌شده این فهرست را منتشر کرد.
بوکر نقش مهمی در تلاش‌ها برای انتصاب هربرت پاتنم به‌عنوان رئیس کتابخانه کنگره داشت. مکلانگ فلمینگ در سال ۱۹۵۲ نوشت: "رکورد بی‌نظیر برجسته‌ترین کتابخانه ملی در دهه‌های بعد، تا حد زیادی مدیون رهبری تحسین‌برانگیز پاتنم بود و بوکر به درستی می‌توانست به نقشی که در این موضوع ایفا کرده بود افتخار کند."
چندین بار از بوکر خواسته شد که رئیس انجمن کتابخانه‌های آمریکا شود، اما او این پیشنهاد را رد کرد، زیرا معتقد بود این کار مناسب نیست، چون خودش کتابدار نبود. او بین سال‌های ۱۸۹۸ تا ۱۹۰۲، ۱۹۰۷ تا ۱۹۲۳، و ۱۹۲۹ تا ۱۹۳۳ عضو شورای انجمن بود و به طور منظم در کنفرانس‌های انجمن شرکت می‌کرد. در سال ۱۹۳۳، او به دلیل کمک‌های برجسته‌اش به حوزه کتابداری، عضویت افتخاری انجمن کتابخانه‌های آمریکا را دریافت کرد. این جایزه به فردی اعطا می‌شود که سهم او در کتابداری به اندازه‌ای برجسته باشد که به پیشرفت کل حوزه خدمات کتابخانه‌ای کمک کند.
در سال ۱۸۸۵، بوکر به تأسیس و اولین ریاست باشگاه کتابخانه نیویورک کمک کرد. او از زمان تأسیس کتابخانه عمومی بروکلین در سال ۱۹۰۲ تا زمان مرگش به عنوان یکی از اعضای هیئت امنای آن فعالیت داشت و بیشتر کتابخانه شخصی خود را به آن اهدا کرد. او همچنین به مدت ۲۴ سال رئیس انجمن کتابخانه استاکبریج در ماساچوست بود. بوکر ده هزار دلار برای خدمات کتاب‌شناسی به کتابخانه کنگره اهدا کرد.
در مورد بوکر نوشته شده است: "افراد کمی در دنیای کتابخانه‌ها روابط گسترده‌تری داشتند، افراد کمی دوستی‌های ماندگارتری برقرار کردند، افراد کمی در شناسایی استعدادهای جدید سخاوتمندتر بودند، و افراد کمی خاطرات گذشته را با این شور حفظ می‌کردند." تمام این‌ها و دستاوردهای دیگر، جایگاهی برای بوکر به‌عنوان یکی از "۱۰۰ رهبر برجسته‌ای که در قرن بیستم داشتیم" به ارمغان آورد.
چند سال بعد، دیویی به دلایل مالی و شخصی از این نشریه کناره‌گیری کرد. بوکر برای سال‌ها قلب تپنده این نشریه باقی ماند، علی‌رغم اینکه موفقیت مالی نداشت. او نه‌تنها به‌طور منظم سرمقاله می‌نوشت، بلکه مقالات متعددی درباره تاریخچه، سازمان‌دهی و مدیریت کتابخانه‌ها برای این نشریه ارائه داد.

## زندگی شخصی
در تاریخ ۱ ژانویه ۱۹۰۲، بوکر با آلیس جی. میچل (۱۸۶۴–۱۹۴۱) در بروکلاین، ماساچوست ازدواج کرد. مادر آلیس، زیلفا ماریا میچل (با نام خانوادگی مورتون؛ ۱۸۳۴–۱۸۸۸)، دخترعموی اول لوی پارسونز مورتون (۱۸۲۴–۱۹۲۰) بود که بیست و دومین معاون رئیس‌جمهور ایالات متحده (۱۸۸۹–۱۸۹۳) و سی و یکمین فرماندار نیویورک (۱۸۹۵–۱۸۹۷) بود.